# Горељце
Горељце (словен. Dobrava, у старијим изворима и Горелице) је насељено место у словеначкој општини Радече у покрајини Долењска која припада Посавској регији. До јануара 2014. припадало је Савињској регији.
Налази се на надморској висини 469,7 м, површине 1,12 км². Приликом пописа становништва 2011. године насеље је имало 65 становника. 